# 귀빈 객차
귀빈 객차(貴賓 客車)는 대통령이나 외국 국가 원수, 철도청장 등의 귀빈만을 전용으로 태우던 객차이다. 대한민국에서는 1900년에 최초로 등장했으며, 나중에는 모두 동차형인 특별 동차로 대체되었다.

## 대한민국의 귀빈 객차

### 황실차
순종 황제의 어차용으로 내부와 설비를 최대한 고급화하여 제작 비용이 자그마치 당시 화폐로 15,000원이었던 차량으로, 상판·지붕·외부에는 각각 미송·전나무·느티나무와 티크목(Teak)을 겹친 것을 사용하였으며, 의자와 천장을 비단으로 감싸고 바닥에는 방수포와 융단을 깔았다. 대한민국 역사상 최초의 귀빈 객차이자, 일본이 수출한 최초의 차량이다.
- 1900년 7월 : 일본 히라오카(平岡)공장에서 제작, 인천공장에서 조립, 경인철도주식회사에서 도입[2]
- 1936년 : 폐차[1]

### 만주국 황제 전용차
용산공장에서 거실·침실·식당·조리실·수행원실·전망실을 갖추어 설계·제작한 만주국 황제의 의전용 차량으로, 모든 주물에 은백 도금이 된 거실은 벽에 옻칠을 하고 나전 공예로 산호수나 사슴 모양을 새겼으며, 창문은 외부 13mm 내부 8mm의 특수 방탄 유리를 채용한 위로 들어올리는 이중창 구조였다. 만주국 황제가 수풍댐을 시찰할 때 탔다고 한다. (7, 8호 귀빈 객차)
- 1939년 : 설계[3]
- 1940년 : 제작[3]

### 대통령 전용차
이승만 대통령이 이용하기 위해 개조된 차량으로, 나중에는 박정희 대통령도 이용했다. 철도박물관에 전시중이다. (16호 귀빈 객차)
- 1927년 : 경성공장에서 전망 1등 침대차로 제작[4]
- 1955년 : 서울공작창에서 개조[4]
- 2008년 10월 17일 : 등록문화재 419호로 지정

### 미8군 사령관 전용차
1958년에 미8군 사령관 전용으로 개조한 객차이다. 현재는 철도박물관에 전시중이다. (17호 귀빈 객차)
- 1936년 : 경성공장에서 전망 2등 침대차로 제작[4]
- 1958년 : 서울공작창에서 개조[4]
- 1966년 11월 1일 : 미국 존슨 대통령이 이용
- 2008년 10월 17일 : 등록문화재 420호로 지정

## 사진

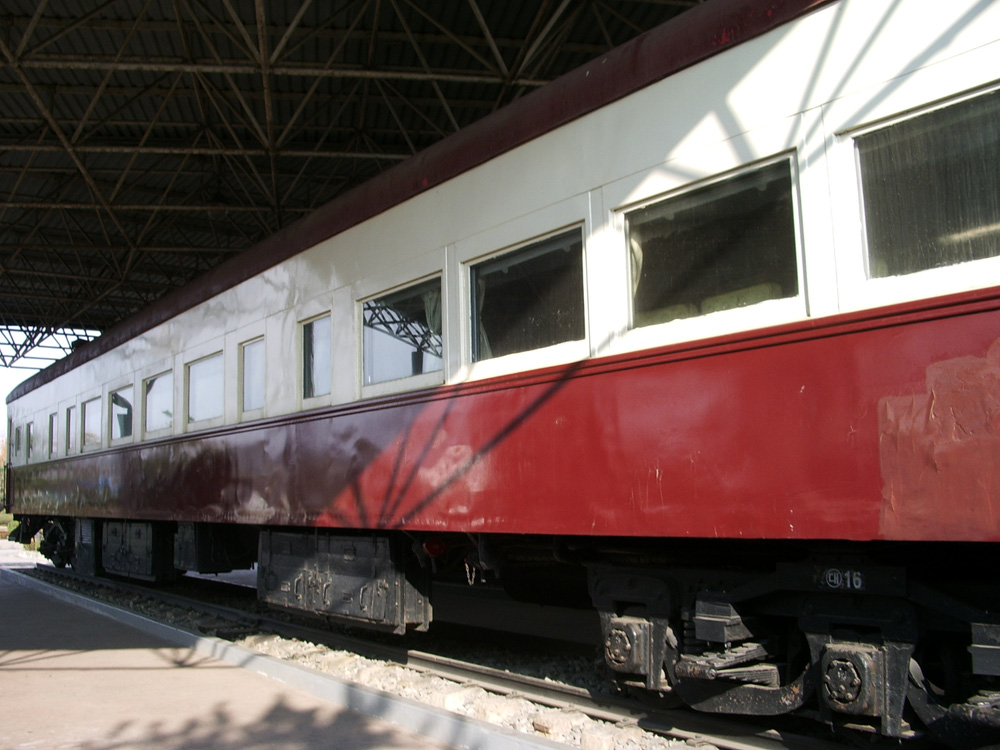
대통령 전용차
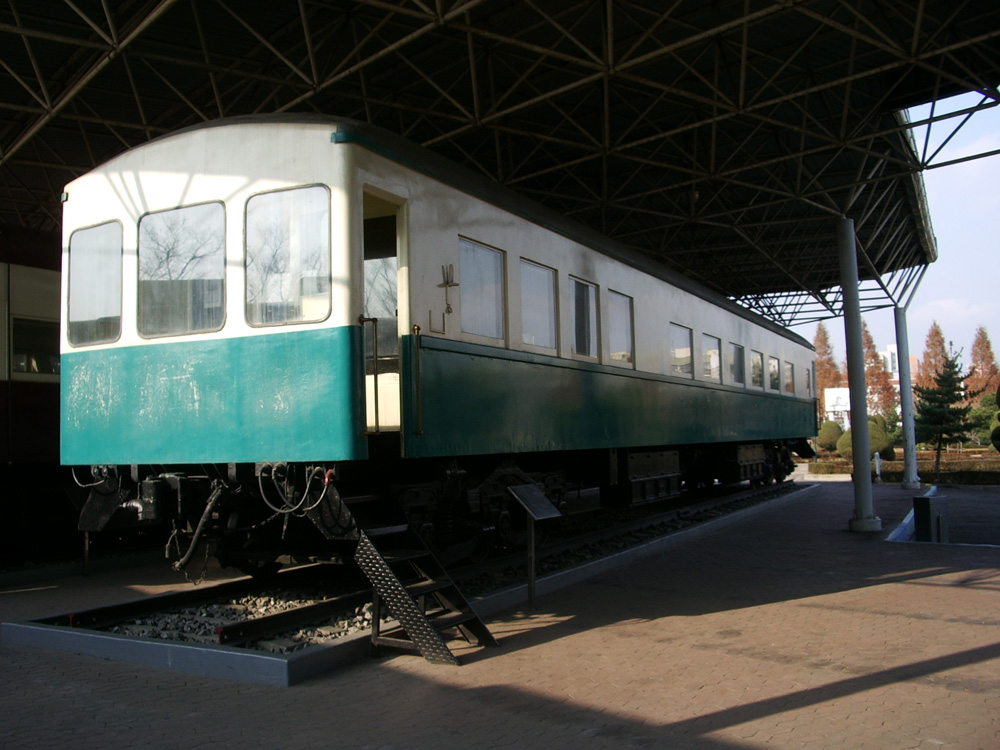
미8군 사령관 전용차